# Lepanus vestitus
Lepanus vestitus là một loài bọ cánh cứng trong họ Bọ hung (Scarabaeidae).